# Abró de pinya
L'abró de pinya (Strobilomyces strobilaceus) és una espècie de fong de l'ordre dels boletals (Boletales). És un molleró més aviat rar, d'aspecte sorprenent i identificació senzilla, del grup dels mollerons alberencs o abrons

## Noms comuns
Abró de pinya, abró negre, mataparent de pinya, mataparent d'escates, molleró negre i molleró de pinya.

## Morfologia
Bolet gairebé sempre solitari, algun cop espars. Barret de fins a 10 cm de diàmetre; hemisfèric de jove, s'estén fins a ser convex; en el jove, superfície gris fosca amb àrees blanquinoses, ben aviat completament negra i coberta de grans escates cotonoses, negres; marge del barret excedent, cotonós, en el jove unit a la cama; amb l'expansió del barret es trenca la unió i resta en forma de filaments cotonosos en el marge.
Tubs escotats, inicialment lliures però posteriorment decurrents; blanquinosos però que vermellegen a la secció. Porus blancs en el jove, més tard grisós i finalment bistres; al frec vermellosos primer, ben aviat bistres.
Cama de cilíndrica a inflada al peu; del mateix color i textura que el barret; amb restes cotonoses de la unió amb el marge del barret.
Carn consistent; blanca al tall, tot seguit vermelleja, per passar més tard a gris violaci, fuliginós o fosc; al tast de dolcenca a acídula, sense olor clara.

## Hàbitat
Des de l'estiu a la tardor; prefereix sols silicis; propi de la muntanya mitjana, apareix de manera puntual a la plana; primordialment de planifolis, gairebé sempre sota faig, però algun cop vora castanyer o roures.

## Comestibilitat
Comestible; excessivament coriaci; per la seva raresa i consistència, caldria no collir-ne.